# Nikolai Portelli
Nikolai Portelli (ur. 17 grudnia 1981) – maltański lekkoatleta specjalizujący się w biegach sprinterskich.
Bez powodzenia startował w igrzyskach olimpijskich w Pekinie w roku 2008. Rok później na eliminacjach zakończył swój udział w mistrzostwach świata. Medalista igrzysk małych państw Europy oraz uczestnik igrzysk śródziemnomorskich.

## Osiągnięcia
| Rok  | Impreza                        | Miejsce          | Lokata            | Konkurencja        | Wynik    |
| ---- | ------------------------------ | ---------------- | ----------------- | ------------------ | -------- |
| 2003 | Igrzyska małych państw Europy  | Marsa            | 2. miejsce        | Bieg na 400 m      | 48,14 NR |
| 2003 | Młodzieżowe mistrzostwa Europy | Bydgoszcz        | el. – 22. miejsce | Bieg na 400 m      | 48,77    |
| 2007 | Igrzyska małych państw Europy  | Monako           | 3. miejsce        | Bieg na 400 m      | 48,72    |
| 2008 | II liga pucharu Europy         | Bańska Bystrzyca | 1. miejsce        | Bieg na 200 m      | 22,28    |
| 2008 | Igrzyska olimpijskie           | Pekin            | eliminacje        | Bieg na 200 m      | 22,31    |
| 2009 | Igrzyska małych państw Europy  | Nikozja          | 4. miejsce        | Bieg na 100 m      | 10,79    |
| 2009 | Igrzyska małych państw Europy  | Nikozja          | 2. miejsce        | Bieg na 200 m      | 21,63    |
| 2009 | Igrzyska małych państw Europy  | Nikozja          | 2. miejsce        | Sztafeta 4 x 100 m | 41,86    |
| 2009 | Igrzyska małych państw Europy  | Nikozja          | 3. miejsce        | Sztafeta 4 x 400 m | 3:18,57  |
| 2009 | Igrzyska śródziemnomorskie     | Pescara          | eliminacje        | Bieg na 100 m      | 10,90    |
| 2009 | Igrzyska śródziemnomorskie     | Pescara          | eliminacje        | Bieg na 200 m      | 21,77    |
| 2009 | Mistrzostwa świata             | Berlin           | el. – 57. miejsce | Bieg na 200 m      | 22,11    |

## Rekordy życiowe
| Konkurencja   | Rezultat | Data           | Miasto  | Uwagi             |
| ------------- | -------- | -------------- | ------- | ----------------- |
| Bieg na 100 m | 10,79    | 2 czerwca 2009 | Nikozja |                   |
| Bieg na 200 m | 21,63    | 6 czerwca 2009 | Nikozja |                   |
| Bieg na 400 m | 48,14    | 5 czerwca 2003 | Marsa   | były rekord Malty |